# 凱特岩
63°46′S 59°53′W / 63.767°S 59.883°W
凱特岩（英語：Kater Rocks）是南極洲的岩石，位於葛拉漢地的戴維斯海岸，處於卡特角西北面2公里，由奧托·努登舍爾德率領的瑞典探險隊繪入地圖和命名，現時由南極條約體系管理。